# Greenstream

Greenstream est le plus long gazoduc sous-marin en Méditerranée, reliant l'ouest de la Libye à la Sicile, en Italie.

## Historique
L'idée de gaz naturel de la Libye à l'Italie débute dans les années 1970. Les études de faisabilité ont été réalisées dans les années 1980 et 1990. La construction du gazoduc a commencé en 2003. L'entrepreneur principal du gazoduc a été la compagnie italienne Saipem.
Les livraisons de gaz ont commencé le 1er octobre 2004 et le gazoduc a été inauguré le 7 octobre 2004 par Silvio Berlusconi et Mouammar Kadhafi.

## Caractéristiques techniques
Le gazoduc Greenstream est long de 540 kilomètres ; il va de Mellitah en Libye à Gela, en Sicile. Il comprend également la station de compression à Mellitah et le terminal de réception à Gela. Le gazoduc est alimenté par le champ offshore de Bahr Essalam, le champ offshore de Bouri et le champ onshore de Waha près de la frontière algérienne, à 530 km de Mellitah. Le coût de la construction s'est élevé à 6,6 milliards de dollars. Le gazoduc a un diamètre de 810 mm et une capacité initiale de 8 milliards de mètres cubes de gaz naturel par an. La capacité a été augmentée par la suite à 11 milliards de mètres cubes. Sa profondeur maximale est de 1127 mètres.

## Propriété
Le pipeline a été construit et appartient à Agip Gas BV, une coentreprise de la société italienne d'énergie Ente nazionale idrocarburi (Eni) et de la compagnie pétrolière libyenne National Oil Corporation.

### Source
- (en) Cet article est partiellement ou en totalité issu de l’article de Wikipédia en anglais intitulé « Greenstream pipeline » (voir la liste des auteurs).